# مقاطعة كيتساب (واشنطن)
مقاطعة كيتساب (بالإنجليزية: Kitsap County)‏ هي إحدى مقاطعات ولاية واشنطن في الولايات المتحدة الأمريكية.